# Дружба (кінотеатр, Чернігів)
Дружба — кінотеатр в центрі Чернігова, на проспекті Миру, 51.
Кінотеатр зачинено 2 вересня 2019 року.

## Історія
Кінотеатр був збудований у 1975 році. У 1998 році через економічну скруту закритий. Роботу відновлено у 2001 році.
Приміщення належало обласному КП «Діловий центр» та передано в оренду приватному підприємству.
У 2012 році було закуплено нове обладнання і кінотеатр почав показ фільмів у цифровому форматі та 3D-форматі.
Ще у 2014 році неодноразово піднімалося питання про банкрутство. У кінотеатрі було холодно (не вистачало коштів на опалення) і близько місяця не працював офіційний сайт. У 2015 році орендна плата зросла до 60 тис. гривень на місяць. Через низку цих та інших причин останній сеанс був 27 січня 2016 року. Підприємство передали в оренду КП «Чернігівкіно». Очільник «Чернігівкіно» Олександр Мельник про подальші плани не повідомляв. 5 лютого 2016 року сеанси було поновлено.
Влітку 2019 року кінотеатр продали приватному підприємству за понад 6 мільйонів гривень. З 2 вересня 2019 року кінотеатр не працює, приміщення зачинено на реконструкцію.

## Зал та обладнання
У залі 14 рядів (від 3 до 17), в ряді від 4 до 34 місць. На 10-тому і 17-тому рядах розташовані комфортніші двомісні крісла.
У залі 20-метровий екран, система семиканального звуку Dolby Digital Surround, цифровий 3D проектор DCP 30 LX II і 200 пар 3Д-окулярів.
Екран кінотеатру один з найбільших в Україні. Станом на 2016 рік — другий за величиною в Україні.